# Alley Mills
Alley Mills (Chicago, 9 maggio 1951) è un'attrice statunitense.
Nota principalmente per il ruolo di Pam Douglas in Beautiful e di Heather Webber in General Hospital.

## Biografia e carriera
Nata a Chicago il 9 maggio 1951, fa il suo debutto in TV in una puntata del telefilm Giulia (1968), con Diahann Carroll. Dopo aver partecipato a numerose serie tv e film come Il caso di Greta Rideout (1980), con Mickey Rourke, nel 1988 diventa celebre grazie al ruolo di Norma Arnold, protagonista della serie Blue Jeans, trasmessa con successo dalla ABC fino al 1993 (in Italia trasmessa da Rai 1). Conclusa la serie, appare nel telefilm La signora del West dal 1993 al 1997, interpretando Marjoire Quinn, la sorella della dottoressa Michaela Quinn (Jane Seymour). Sul set della serie conosce il suo futuro marito Orson Bean, che interpreta la parte di Loren Bray. Tanti i film da lei interpretati, dopo l'esordio in Diario di una casalinga inquieta (1970) di Frank Perry, nel 1988 è tra i protagonisti del film Il muro di sangue con Eric Roberts, e nel 1993 affianca Raquel Welch in Vittime innocenti. 
Nel 2009 recita nel film natalizio Una sorpresa dal passato con Nicholas Brendon, che in Italia uscirà direttamente in DVD nel 2010.. Sempre nello stesso anno appare in Satin con Melissa Joan Hart, con la quale aveva già lavorato diversi anni prima. Per il piccolo schermo interpreta Diana, madre di Sabrina, nella serie Sabrina, vita da strega (2002-2003), e prende parte a celebri serie come Il tocco di un angelo (1998), Squadra Med - Il coraggio delle donne (2003), Prima o poi divorzio! (2001-2004) e molte altre. Dal 2006 è entrata a far parte del cast della soap opera Beautiful, nel ruolo di Pamela Douglas sorella di Stephanie Forrester (Susan Flannery). Pamela è la secondogenita di Ann (Betty White) e John Douglas. Nel 2022 entra nel cast della soap opera General Hospital, interpretando l'antagonista Heather Webber, restando fino al 2024.

## Vita privata
È stata sposata dal 1993 con l'attore Orson Bean, incontrato sul set de La signora del West, nella quale i loro personaggi erano proprio innamorati. Bean è morto a 91 anni l'8 febbraio 2020, investito da un'auto pirata a Los Angeles.

## Filmografia parziale

### Cinema
- Diario di una casalinga inquieta (Diary of a Mad Housewife), regia di Frank Perry (1970)
- Going Bersek, regia di David Steinberg (1983)
- Moglie a sorpresa (The Other Woman), regia di Melville Shavelson (1983)
- Young Lust, regia di Gary Weis (1984)
- Tricks, regia di Iris Klein (2004)
- Satin, regia di Christopher Olness (2011)
- Wake Up America!, regia di Rachel Avery e Josh Covitt (2016)
- Maybe Someday, regia di Ryan Moulton (2017)

### Televisione
- Mr. Novak – serie TV, episodio 2x23 (1965)
- Giulia (Julia) – serie TV (1968)
- A piedi nudi nel parco (Barefoot in the Park) – serie TV (1970)
- Una famiglia americana (The Waltons) – serie TV, un episodio (1978)
- I novellini (The Associates) – serie TV, 13 episodi (1979-1980)
- Matrimonio e stupro (Rape and Marriage: The Rideout Case), regia di Peter Levin – film TV (1980)
- A Matter of Life and Death, regia di Russ Mayberry – film TV (1981)
- Lou Grant – serie TV, un episodio (1981)
- Hill Street giorno e notte (Hill Street Blues) – serie TV, 4 episodi (1982)
- Prototype, regia di David Greene – film TV (1983)
- Bravo Dick (Newhart) – serie TV; un episodio (1983)
- Moonlighting – serie TV, un episodio (1986)
- Signor presidente (Mr. President) – serie TV, un episodio (1987)
- Il muro di sangue (To Heal a Nation), regia di Michael Pressman – film TV (1988)
- Blue Jeans – serie TV, 112 episodi (1988-1993)
- I Love You Perfect, regia di Harry Winer – film TV (1989)
- La signora del West (Dr. Quinn, Medicine Woman) – serie TV, 11 episodi (1993-1997)
- Vittime innocenti, regia di Matthew Patrick – film TV (1993)
- Una folle riunione di famiglia (Family Reunion: A Relative Nightmare), regia di Neal Israel – film TV (1994)
- Moment of Truth: Caught in the Crossfire, regia di Chuck Bowman – film TV (1994)
- In linea con la morte (Deadline for Murder: From the Files of Edna Buchanan), regia di Joyce Chopra – film TV (1995)
- Il tocco di un angelo (Touched by an Angel) – serie TV, un episodio (1998)
- Profiler - Intuizioni mortali (Profiler) – serie TV, un episodio (1999)
- Popular – serie TV, 3 episodi (1999-2000)
- NYPD - New York Police Department (NYPD Blue) – serie TV, un episodio (2000)
- The Beach Boys: An American Family – miniserie TV, 2 episodi (2000)
- Prima o poi divorzio! (Yes, Dear) – serie TV, 5 episodi (2001-2004)
- Girlfriends – serie TV, un episodio (2002)
- Sabrina, vita da strega (Sabrina, the Teenage Witch) – serie TV, 2 episodi (2002-2003)
- Squadra Med - Il coraggio delle donne (Strong Medicine) – serie TV, un episodio (2003)
- Beautiful (The Bold and the Beautiful) – soap opera, 691 puntate (2006-2019, 2021-in corso)
- Una sorpresa dal passato (A Golden Christmas), regia di John Murlowski – film TV (2009)
- 3 cuccioli e un anello (3 Holiday Tails), regia di Joe Menendez – film TV (2011)
- Una babysitter all'improvviso (Reluctant Nanny), regia di Bradford May – film TV (2015)
- Ricetta d'amore (Appetite for Love) , regia di David Mackay – film TV (2016)
- General Hospital – soap opera (2022-2024)